# HIP 41378
HIP 41378は、地球から見てかに座の方向にある恒星である。2019年11月の時点で周囲を少なくとも6つの太陽系外惑星が公転していることが知られている。

## 特徴
| 太陽 | HIP 41378 |
| ---- | --------- |
| 太陽 | Exoplanet |

HIP 41378は質量と半径が共に太陽よりやや大きい恒星で、スペクトル分類ではF8型に分類される。表面温度も6,320 Kで、太陽の5,778 Kよりもやや高い。ケプラー宇宙望遠鏡の延長ミッション「K2ミッション」の観測対象でもあったため、K2-93とも呼称される。ガイア計画によって測定された年周視差の値に基づくと、地球からは約350光年（約110パーセク）離れていることになる。

## 惑星系
2016年に、太陽系外惑星の探索を目的とするケプラー宇宙望遠鏡の延長ミッション「K2ミッション」によって行われたトランジット法（食検出法）の観測で、HIP 41378の周囲を5つの惑星が公転していることが確認された。この5つの惑星は最も小さいものでスーパー・アースほど、最も大きいものでは土星に匹敵する大きさを持つとされている。しかし、この時にK2ミッションによってHIP 41378が観測された期間は74.8日間で、それよりも公転周期が長い外側の3つの惑星HIP 41378 d、HIP 41378 e、HIP 41378 fは1回のトランジット（恒星面通過）しか観測されておらず、推定された公転周期には内側の2つの惑星よりもかなり大きな誤差が含まれていた。その後、2018年の夏に50.8日間に渡って再びK2ミッションによるHIP 41378が位置する領域の観測が行われ、その結果、HIP 41378 dとHIP 41378 fのトランジットを改めて確認することに成功した。この2つの惑星のトランジットは地上から太陽系外惑星の探索を行っているKilodegree Extremely Little Telescope（KELT）、HATネット、スーパーWASPによる観測でも検出された。
そして2019年に、オート＝プロヴァンス天文台によるHIP 41378の視線速度の観測などを含めた様々な観測結果を分析した結果、それまで知られていなかった5つの惑星の軌道長半径や軌道離心率、質量などが正確に求められ、さらに、HIP 41378 cとHIP 41378 dの間を6番目の惑星HIP 41378 gが公転していることが確認されたと発表された。このHIP 41378 gは他の5つの惑星とは異なり、ドップラー分光法（視線速度法）で発見されたため、軌道傾斜角と半径は知られていない。外側にある3惑星は公転周期の比が3:4:6に近く、結果として、HIP 41378系全体で1:2:4:18:24:36の平均運動共鳴の状態にある可能性がある。また視線速度による観測からは、HIP 41378 gとHIP 41378 dの間にさらに惑星が存在する可能性も示されている。
これらの惑星のうち、最も外側を公転しているHIP 41378 fは、主星からの距離と軌道離心率の低さからハビタブルゾーンの内側付近を公転しているとされており、表面温度は294 K（21 ℃）と推定されている。HIP 41378 fはその大きさから、土星サイズの巨大ガス惑星であると考えられているが、地球外生命が居住可能なほど十分な質量を持った衛星が存在するかどうかを調べるのに最も適した太陽系外惑星の1つとされている。また、HIP 41378 fは土星ほどの大きさを持つが、質量が天王星よりも軽いため、密度が0.09 g/cm3と極めて小さくなっている。これは太陽系の惑星の中で最も密度が小さい土星（0.70 g/cm3）の約8分の1しかない。HIP 41378 fが質量の割にこれほどの大きさを持つ原因として、惑星の周りに厚い環の存在している可能性、もしくは大気が大きく膨張している可能性が考えられている。
| 名称 （恒星に近い順） | 質量           | 軌道長半径 （天文単位） | 公転周期 (日)       | 軌道離心率         | 軌道傾斜角           | 半径             |
| --------------------- | -------------- | ----------------------- | ------------------- | ------------------ | -------------------- | ---------------- |
| b                     | 6.89 ± 0.88 M⊕ | 0.1283 ± 0.0015         | 15.57208 ± 0.00002  | 0.07 ± 0.06        | 88.75 ± 0.13°        | 2.595 ± 0.036 R⊕ |
| c                     | 4.4 ± 1.1 M⊕   | 0.2061 ± 0.0024         | 31.70603 ± 0.00006  | 0.04+0.04 −0.03    | 88.477+0.035 −0.061° | 2.727 ± 0.060 R⊕ |
| g                     | 7.0 ± 1.5 M⊕   | 0.3227 ± 0.0036         | 62.06 ± 0.32        | 0.06+0.06 −0.04    | —                    | —                |
| 惑星? (未確認)        | —              | —                       | —                   | —                  | —                    | —                |
| d                     | < 4.6 M⊕       | 0.88 ± 0.01             | 278.3618 ± 0.0005   | 0.06 ± 0.06        | 89.80 ± 0.02°        | 3.54 ± 0.06 R⊕   |
| e                     | 12 ± 5 M⊕      | 1.06+0.03 −0.02         | 369 ± 10            | 0.14 ± 0.09        | 89.84+0.07 −0.03°    | 4.92 ± 0.09 R⊕   |
| f                     | 12 ± 3 M⊕      | 1.37 ± 0.02             | 542.07975 ± 0.00014 | 0.004+0.009 −0.003 | 89.971+0.01 −0.008°  | 9.2 ± 0.1 R⊕     |